# Rue Moray
La rue Moray est une rue ancienne en cul-de-sac de la ville de Liège (Belgique) située dans le centre historique de la ville mosane. Elle mène à une petite place appelée cour des Mineurs. 

## Odonymie
Moray serait le patronyme d'un habitant de la rue.
Les Mineurs sont des frères du couvent des Cordeliers appelé aussi couvent des mineurs qui occupent les lieux du XIIIe siècle jusqu'à la Révolution française. Ce couvent abrite depuis 1970 le musée de la vie wallonne. La rue des Mineurs présente la même origine.

## Situation et description

### Rue Moray
Cette étroite rue pavée en cul-de-sac et en légère montée, d'une longueur d'environ 105 mètres, se raccorde au carrefour des rues du Palais, des Mineurs et Hors-Château. Elle suit deux des façades de l'ancien couvent des mineurs de Liège devenu le musée de la vie wallonne

### Cour des Mineurs
La voie se termine en s'élargissant, formant ainsi la cour des Mineurs, une placette d'une superficie d'environ 500 m2 sous un haut mur auquel est adossé un escalier de 58 marches accessibles s'élevant au pied des Coteaux de la Citadelle. Cet escalier mène à une propriété privée. Par ailleurs, un arvô (passage voûté) permet d'accéder à la dalle pavée du musée de la vie wallonne et à la rue Mère-Dieu.

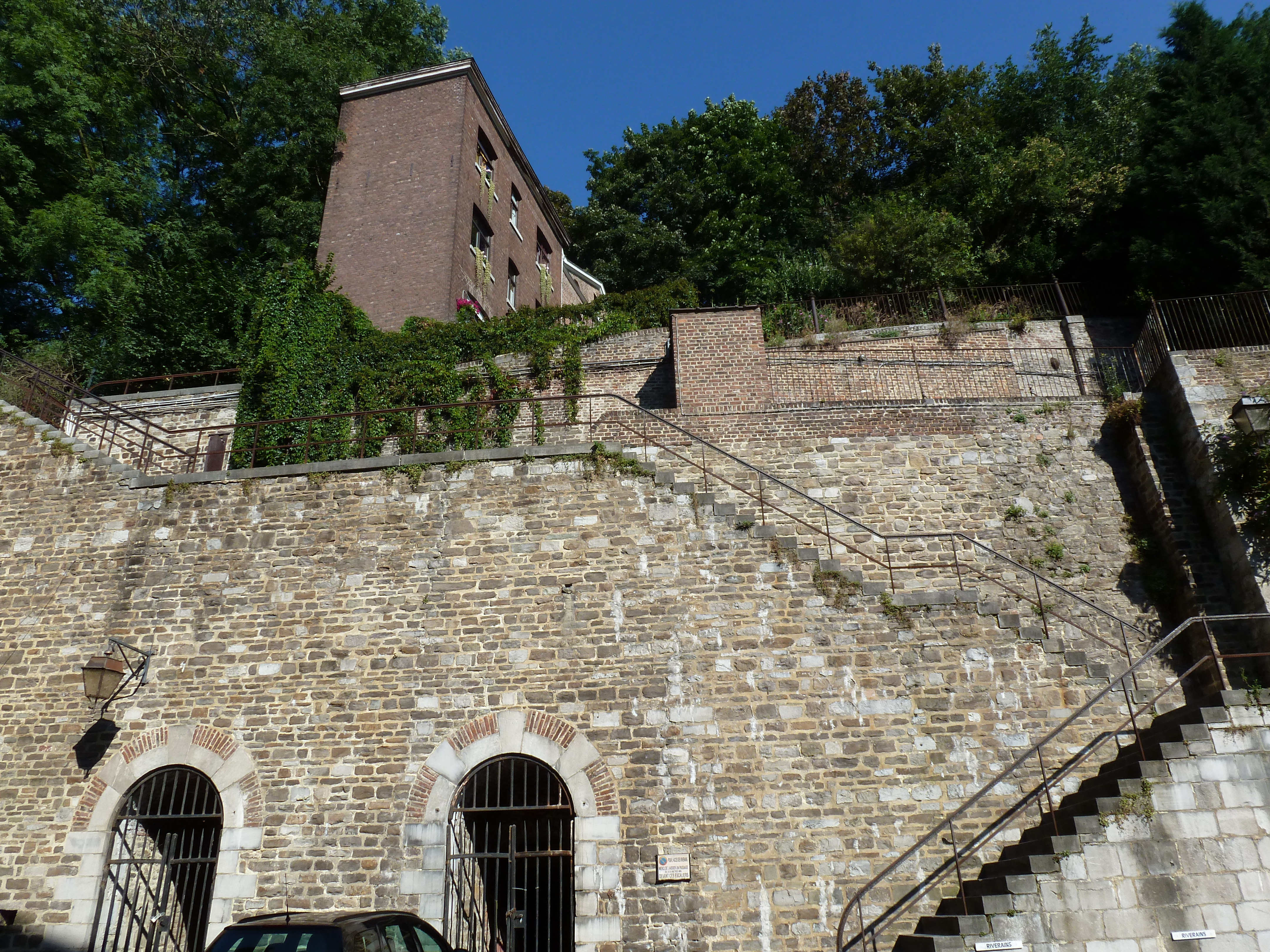
L'escalier de la Cour des Mineurs

## Architecture
La façade de l'ancienne église Saint-Antoine se situe au début de la rue. Elle date de 1244. Il est vraisemblable que la rue ait été créée à cette époque.

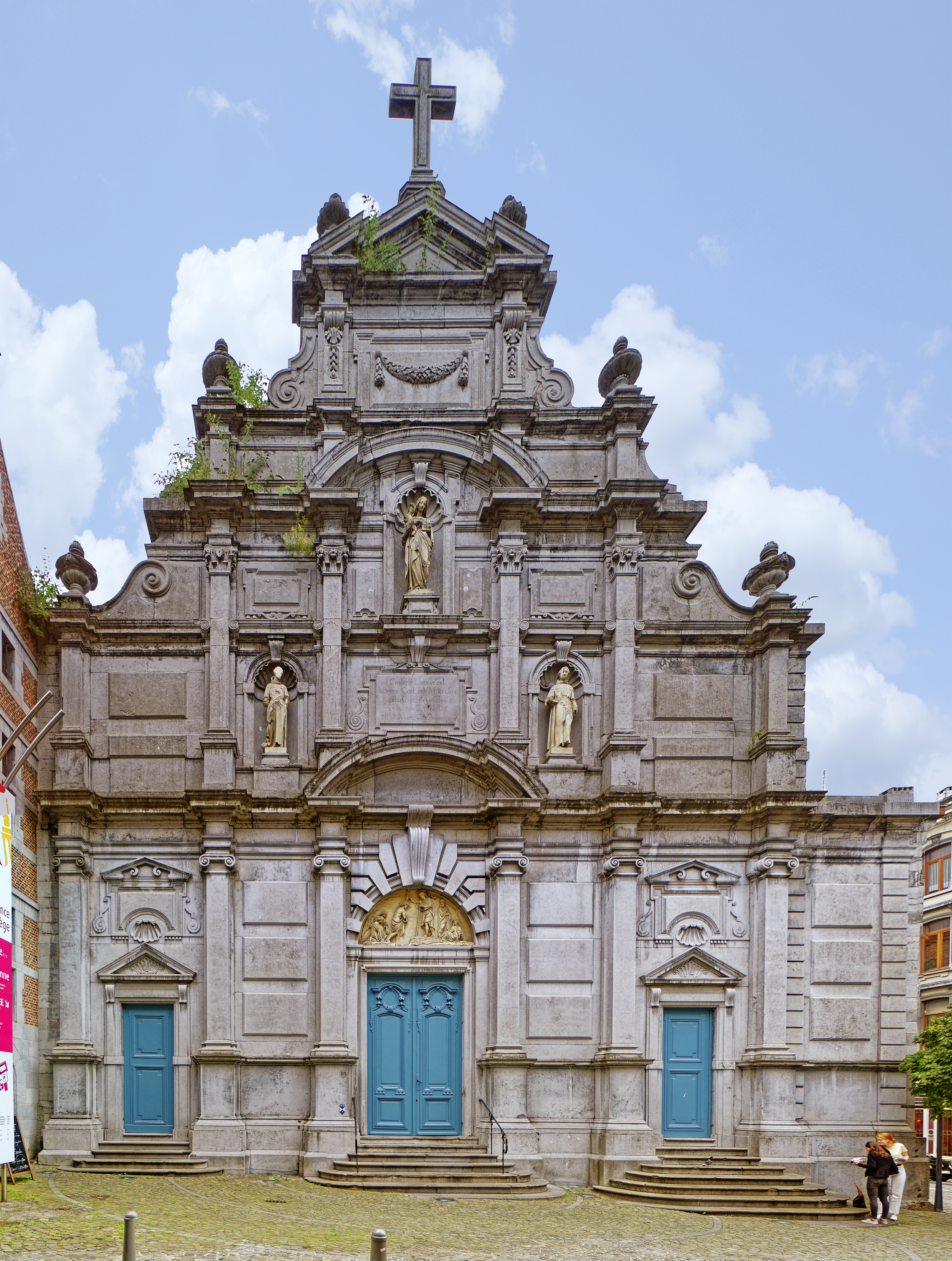
L'ancienne église Saint-Antoine

Trois immeubles de la rue figurent à l'inventaire du patrimoine immobilier de la Région wallonne. Il s'agit d'immeubles bâtis au milieu du XIXe siècle de style néo-classique et situés aux nos 1, 3 et 5.
Au fond de la cour des Mineurs, la maison Chamart se distingue du couvent proprement dit par ses façades ornées de cartouches et de blasons sculptés dans le tuffeau. Elle date du XVIIe siècle. Jadis résidence du gardien ou supérieur de la communauté franciscaine dont il abritait aussi la bibliothèque et les archives, ce bâtiment du XVIIe siècle subit, comme le couvent, de lourds dommages lors des bombardements à la fin de la seconde guerre mondiale. De 1963 à 1971, un vaste chantier de restauration rend à la maison Chamart son cachet de 1620. Elle abrite aujourd'hui les services administratifs et scientifiques du musée de la vie wallonne ainsi que le théâtre de marionnettes et le Centre de Documentation. Elle fait l'objet d'un classement.

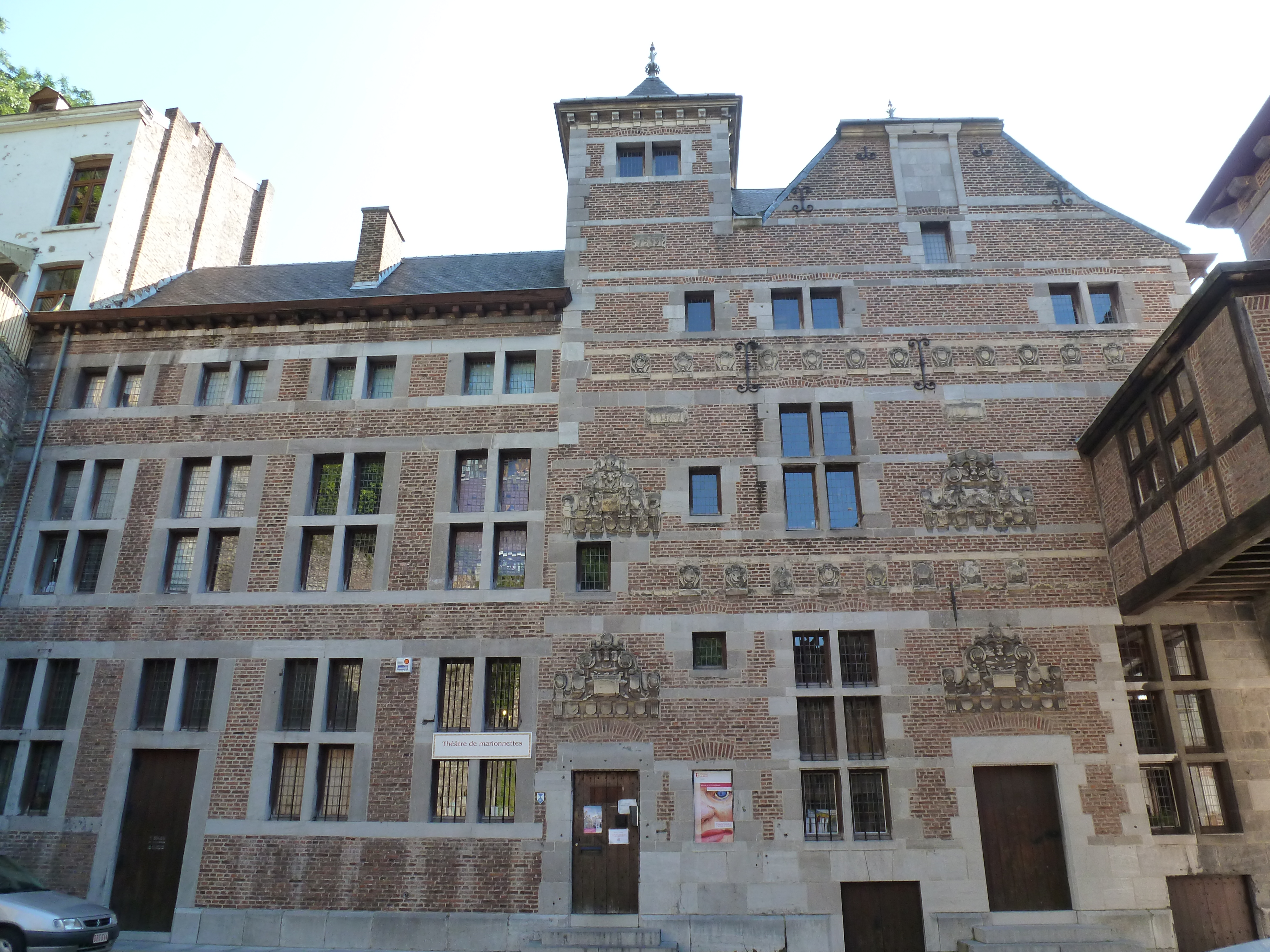
La maison Chamart

## Voiries adjacentes
- Rue des Mineurs
- Rue Hors-Château
- Rue du Palais